# Apostichopus japonicus
Apostichopus japonicus is een zeekomkommer uit de familie Stichopodidae.
De wetenschappelijke naam van de soort werd in 1867 gepubliceerd door Emil Selenka.